# Zlatko Čajkovski
Zlatko Čajkovski (Zagreb, 24 de novembro de 1923 — Munique, 27 de julho de 1998) foi um futebolista iugoslavo que atuava como volante.

## Carreira
Zlatko Čajkovski fez parte do elenco medalha de prata, nos Jogos Olímpicos de 1948.
Ele competiu na Copa do Mundo FIFA de 1950, sediada no Brasil, na qual a seleção de seu país terminou na quinta colocação dentre os treze participantes.

## Títulos
Partizan
- Campeonato Iugoslavo: 1946–47, 1948–49
- Copa da Iugoslávia: 1946–47, 1951–52, 1953–54

## Ligações Externas
- Perfil olímpico